# Jerzy Ozga
Jerzy Ozga (ur. 1968) – polski rysownik komiksów, ilustrator, malarz, rzeźbiarz.
Zdobywca Grand Prix Międzynarodowego Festiwalu Komiksu i Gier w Łodzi w roku 2001 za komiks Moja Ziemia Obiecana (wraz z Rafałem Urbańskim). Twórca komiksów: Ern, Misja rozpaczy, Quo Vadis, Salut Bohaterom, Yorgi 1. Hipnagogiczny stan Yorgiego Adamsa, Yorgi 2. Ucieczka z planety Vanish. Publikował m.in. w Komiksie – Fantastyce, Feniksie, Super Boom!, AQQ.